# Rezső Sugár

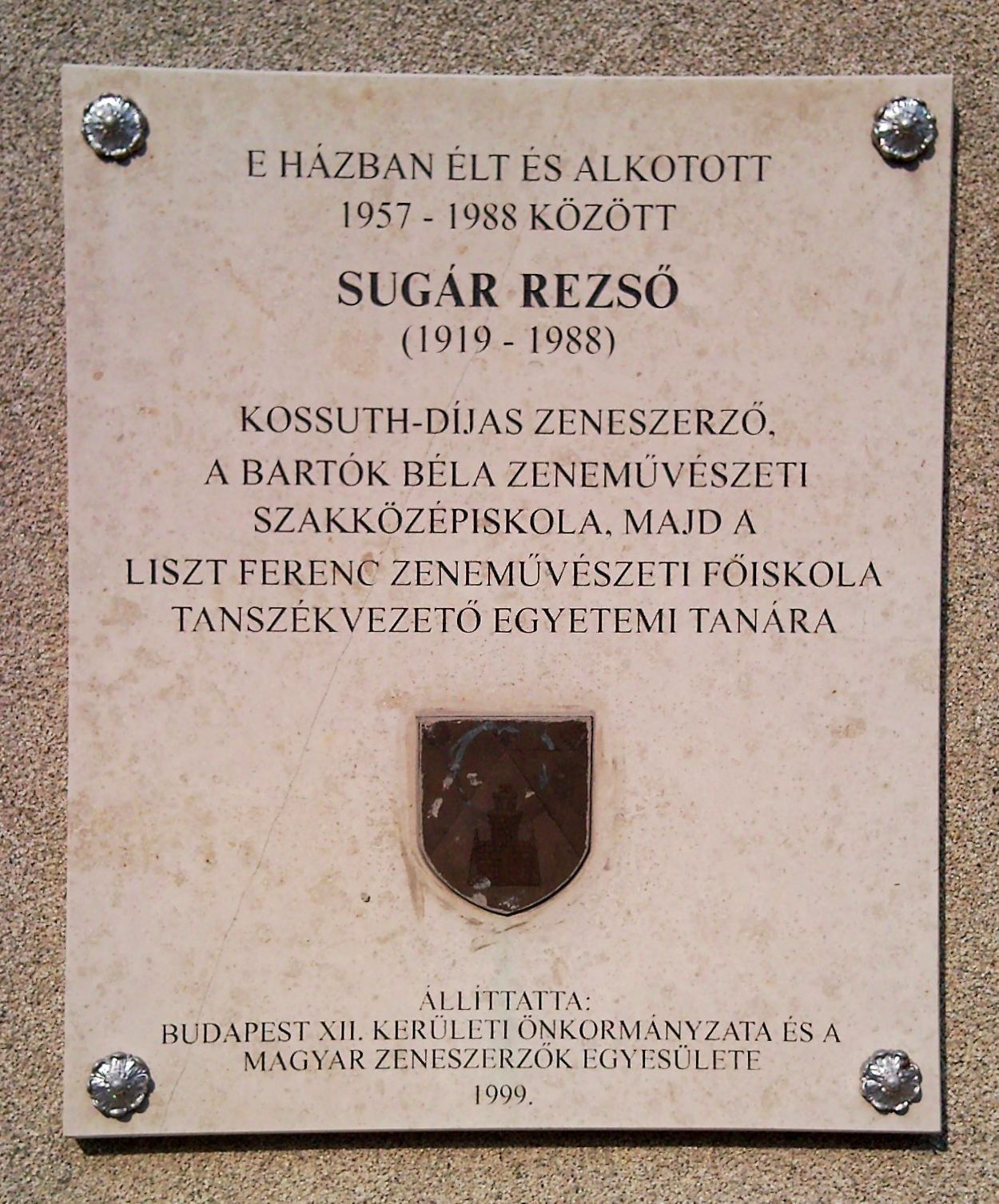
Gedenktafel für Rezső Sugár

Rezső Sugár (* 9. Oktober 1919 in Budapest; † 22. September 1988 ebenda) war ein ungarischer Komponist und Kompositionslehrer.

## Leben und Werk
Sugár studierte von 1937 bis 1942 Komposition bei Zoltán Kodály und Albert Siklós an der Musikakademie von Budapest. Außerdem besuchte er Philosophiekurse an der Universität. Von 1943 bis 1946 lehrte er an Budapester Mittelschulen. Außerdem war er an der Hauptstädtischen Höheren Musikschule (Fővárosi Felsőbb Zeneiskola) tätig. Von 1949 bis 1966 unterrichtete er am Budapester Béla-Bartók-Konservatorium. 1966 wurde er Professor für Komposition am Institut für Lehrerausbildung der Musikakademie. Von 1968 bis 1979 leitete er die Kompositionsabteilung an der Musikakademie. Zu seinen Schülern gehörten u. a. Miklós Csemiczky, János Decsényi, Zsolt Gárdonyi, Barnabás Dukay, Gábor Kósa und István Márta.
Seine Werke erschienen bei der Editio Musica Budapest. Zu seinem Œuvre gehört Vokalmusik (darunter Volksliedbearbeitungen für Chor), Bühnenwerke (zwei Ballette), Orchesterwerke (darunter zahlreiche Werke für Jugendorchester), Kammer- und Klaviermusik (inkl. pädagogische Werke). Sugár stand in der Tradition Zoltán Kodálys und Béla Bartóks sowie der ungarischen Volksmusik. Geprägt durch die ungarische Geschichte und Folklore, beinhaltete sein Stil nationalistische und neoklassische Elemente. Er schrieb in seiner Jugend vor allem Kammermusik, später dann Oratorien und Kantaten, wobei sich ein Vergleich mit den Oratorien von Arthur Honegger ziehen lässt. Ungarnweite Beachtung fand sein Oratorium Hunyadi. Hősi ének (Ein Heldengesang; 1951) für Soli, Chor und Orchester nach patriotischen Versen von József Romhányi. Sugárs Orchesterwerke der 1960er Jahre wurden durch Bartók beeinflusst. Zuletzt adaptierte er auch avantgardistische Musiksprache der Wiener Schule.
Sugár wurde 1953 mit dem Erkel-Preis und 1954 mit dem Kossuth-Preis ausgezeichnet. 1976 wurde er Verdienter Künstler der Ungarischen Volksrepublik. 1986 erhielt er den Bartók-Pásztory-Preis.